# Josef Breiteneicher
Josef Breiteneicher (* 24. Februar 1873 in Zottenberg (ehemals Gemeinde Ast); † 15. Mai 1958 in Jesenwang) war katholischer Pfarrer.

## Leben
Josef Breiteneicher wurde auf einem Hof im Weiler Zottenberg geboren. Er besuchte das Priesterseminar in Freising. Seite XX
Am 29. Juni 1899 feierte er seine Priesterweihe Seite 200 und machte anschließend eine Karriere über den Kooperationsverweser, Koadjutor, Pfarrvikar und Kooperator in Eiselfing, Pfaffing, Ainring und Oberföhring. Seite 200
Er wurde am 5. Juli 1909 an der Pfarrei St. Korbinian in Unterhaching investiert und blieb dort als Benefiziat bis zum Februar 1920. Am 16. Februar 1920 wurde er Pfarrer in Jesenwang. Am 20. Februar 1920 wurde er von der Gemeinde Unterhaching zum Ehrenbürger ernannt. Die Gemeinde dankte ihm damit für die Verhinderung der Abnahme der Kirchenglocken im Ersten Weltkrieg. Er war damit der erste Ehrenbürger von Unterhaching.
In Jesenwang wirkte er darauf hin, dass in der Nachbargemeinde Landsberied die Kirche „St. Johann Baptist“ in den Jahren 1931/1932 gebaut werden konnte. Am 17. März 1939 wird der zum Geistlichen Rat der Erzdiözese München und Freising ernannt. Seite XXX Am 1. Mai 1950 wurde er freiresignierter Pfarrer, am 15. Mai Kommorant und ging damit in den Ruhestand. Seite 200
Er wurde von der Gemeinde Jesenwang ebenfalls zum Ehrenbürger ernannt.
Nach seinem Tod wurde er in Jesenwang am 20. Mai 1958 beerdigt.

## Namensschreibung

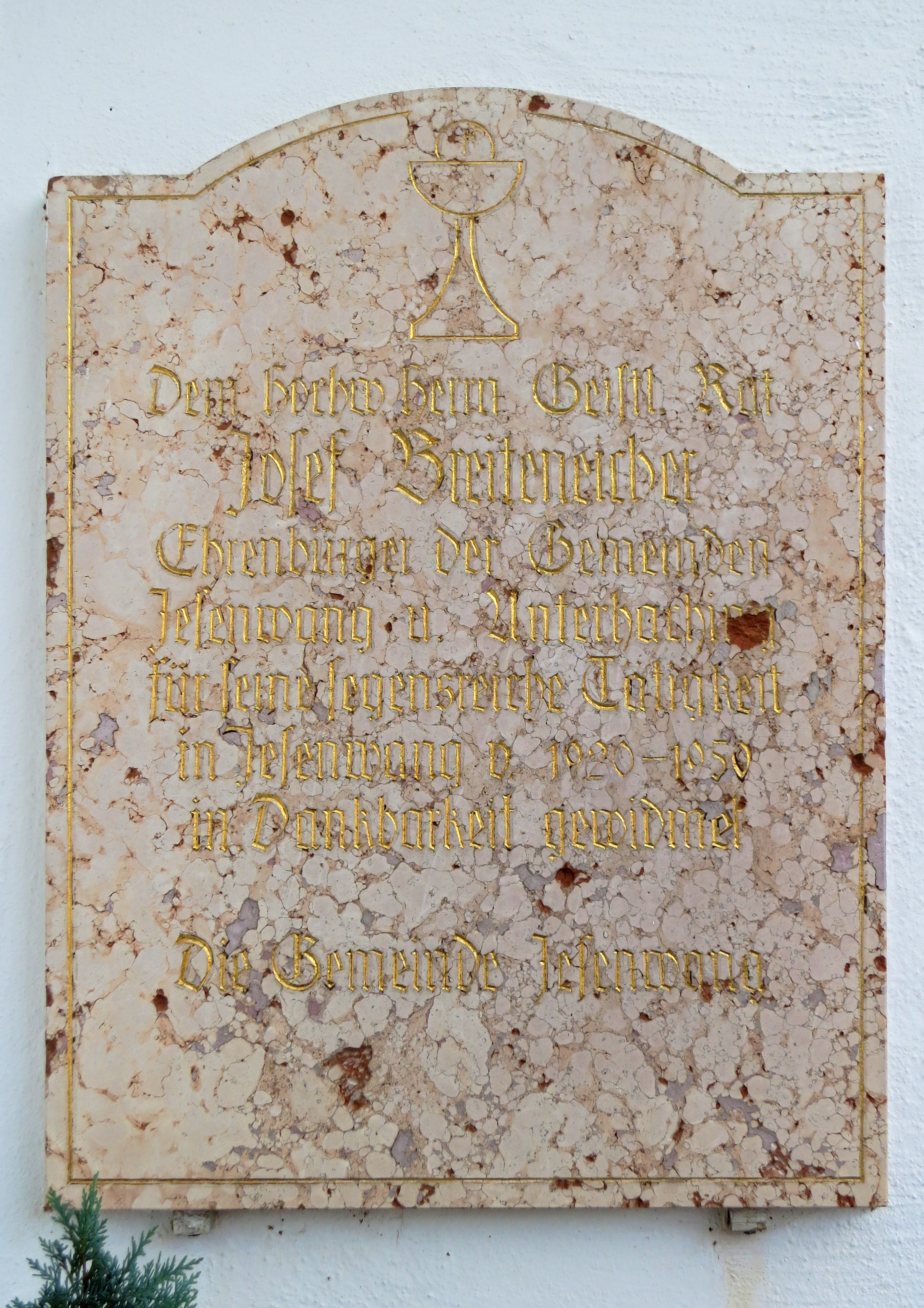
Josef Breiteneicher Epitaph

Sein Vorname wird auch Joseph, sein Familienname auch Breitenaicher, oder selten Breitenreicher geschrieben. Nach dem Epitaph an, und dem Stein bei der St.-Michael-Kirche in Jesenwang, sowie seinem Sterbebild, ist nur Josef Breiteneicher korrekt.

## Auszeichnungen
- Ehrenbürger in Unterhaching am 20. Februar 1920
- Ehrenbürger in Jesenwang
- Verleihung des Titels Geistlicher Rat durch den Bischof von Freising und München.